# Висоцька Наталія Олександрівна
Ната́лія Олекса́ндрівна Висо́цька (нар. 9 липня 1950, Київ) — радянський і український літературознавець англійської та американської літератури, філолог, викладач зарубіжної літератури, доктор філологічних наук (1997), професор (2001), шекспірознавець. Завідувач кафедри теорії та історії світової літератури Київського національного лінгвістичного університету (Україна).

## Біографія
Висоцька Наталія Олександрівна народилася 9 липня 1950 року в Києві. У 1972 році закінчила факультет романо-германської філології Київського державного університету імені Т. Г. Шевченка. У 1997 році здобула науковий ступінь доктора філологічних наук у галузі літератури США в Інституті літератури імені Т. Г. Шевченка. Проводила лекції в Докторській школі НаУКМА.
З 1974 року працює в Київському національному лінгвістичному університеті.
У 1986 році захистила дисертацію кандидата наук.
У 1997 році захистила дисертацію доктора філологічних наук на тему взаємодії різних культурних потоків в афро-американській драматургії.
З вересня 2016 року професор кафедри теорії та історії світової літератури КНЛУ.
Автор низки інноваційних курсів. У Київському національному лінгвістичному університеті викладає наступні курси:
- «Історія зарубіжної літератури доби Відродження та XVII століття»,
- «Історія зарубіжної літератури другої половини ХХ — початку XXI ст.»,
- «Від святого до Супермена: національна культурна міфологія США в історичній перспективі»,
- «Британська література і культура крізь призму гумору»,
- «Постмодернізм як філософсько-культурний і літературний феномен»,
- «Конструювання ідентичності в художньому творі»,
- «Глобалізація і мультикультуралізм в літературі США»,
- «Сучасна драматургія США»,
- «Мультикультурний вимір літератури США»[4].

Крім викладацької та наукової діяльності, бере участь у конференціях, читає лекції, входить у редакційну раду рецензованих журналів. Живе в Києві.

## Публікації
Автор понад 200 наукових публікацій в різних країнах (Україна, Росія, Білорусь, Німеччина, Польща, США). Співавтор низки монографій, словників, підручників, а також «Історії літератури США» в 6 томах (Інститут світової літератури імені А. М. Горького, Російська академія наук.

### Книги
- Концепція мультикультуралізму як чинник розвитку літератури США кінця XX — початку XXI століть". — К., Вид. центр КНЛУ, 2012.
- Висоцька Н. О. Єдність множинного. Американська література кінця XX — початку XXI ст. у контексті культурного плюралізму. Монографія. — К., 2010.
- Висоцька Н. О. Література західноєвропейського Середньовіччя. Навчальний посібник для студентів гуманітарних факультетів з курсу «Історія зарубіжної літератури» (автор статей, відп. редактор) — Вінниця, 2003.
- Висоцька Н. О. «Золота доба» зарубіжної драми XVI — XVII ст. Хрестоматія (упорядник) — К., 2005.
- «Література західноєвропейського Середньовіччя». — Вінниця, 2003.
- Висоцька Н. О. Сучасна драматургія США // Сучасна американська література: проблеми вивчення та викладання. — Миколаїв, 2002.
- Висоцька Н. О. На перехресті цивілізацій. Афро-американська драма як мультикультурний феномен. Монографія. — К., 1997.